# Tiro com arco nos Jogos Sul-Americanos de 2010
As competições de tiro com arco nos Jogos Sul-Americanos de 2010 ocorreram entre 24 e 26 de março na Unidad Desportiva Andrés Escobar, em Medellín. Vinte e oito eventos foram disputados.

## Calendário
| Março         | 17 | 18 | 19 | 20 | 21 | 22 | 23 | 24 | 25 | 26 | 27 | 28 | 29 | 30 | T  |
| ------------- | -- | -- | -- | -- | -- | -- | -- | -- | -- | -- | -- | -- | -- | -- | -- |
| Tiro com arco |    |    |    | 8  | 12 | 2  | 2  | 4  |    |    |    |    |    |    | 28 |

## Medalhistas

### Arco recurvo
Masculino
| Evento              | Ouro                                                                          | Prata                                                   | Bronze                                                                    |
| 30 metros           | Bernardo Oliveira BRA Brasil                                                  | Diego Torres Cardona COL Colômbia                       | Daniel Pacheco Salem COL Colômbia                                         |
| 50 metros           | Bernardo Oliveira BRA Brasil                                                  | Diego Torres Cardona COL Colômbia                       | Luís Paulinyi BRA Brasil                                                  |
| 70 metros           | Elias Javier Malave VEN Venezuela                                             | Fábio Emílio BRA Brasil                                 | Mauro Ricardo de Mattia ARG Argentina                                     |
| 90 metros           | Bernardo Oliveira BRA Brasil                                                  | Enrique Vilchez VEN Venezuela                           | Luís Paulinyi BRA Brasil                                                  |
| Todas as distâncias | Bernardo Oliveira BRA Brasil                                                  | Luís Paulinyi BRA Brasil                                | Diego Torres Cardona COL Colômbia                                         |
| Individual geral    | Daniel Pacheco Salem COL Colômbia                                             | Diego Torres Cardona COL Colômbia                       | Bernardo Oliveira BRA Brasil                                              |
| Equipes             | Juan Carlos Echavarría Daniel Pacheco Salem Diego Torres Cardona COL Colômbia | Fábio Emilio Bernardo Oliveira Luís Paulinyi BRA Brasil | Leonardo Leonio Salazar Elias Javier Malave Enrique Vilchez VEN Venezuela |

Feminino
| Evento              | Ouro                                                           | Prata                                                                       | Bronze                                                              |
| 30 metros           | Natalia Sánchez Echeverri COL Colômbia                         | Sigrid Romero Duque COL Colômbia                                            | Denisse van Lamoen Gómez CHI Chile                                  |
| 50 metros           | Sigrid Romero Duque COL Colômbia                               | Natalia Sánchez Echeverri COL Colômbia                                      | María Gabriela Goni ARG Argentina                                   |
| 60 metros           | Leidys Brito VEN Venezuela                                     | Natalia Sánchez Echeverri COL Colômbia                                      | Sigrid Romero Duque COL Colômbia                                    |
| 70 metros           | Sigrid Romero Duque COL Colômbia                               | Ana María Rendón COL Colômbia                                               | Leidys Brito VEN Venezuela                                          |
| Todas as distâncias | Sigrid Romero Duque COL Colômbia                               | Natalia Sánchez Echeverri COL Colômbia                                      | Leidys Brito VEN Venezuela                                          |
| Individual geral    | Natalia Sánchez Echeverri COL Colômbia                         | Sigrid Romero Duque COL Colômbia                                            | Denisse van Lamoen Gómez CHI Chile                                  |
| Equipes             | Jaileen Bravo Leidys Brito Lisbeth Leoni Salazar VEN Venezuela | Ana María Rendón Sigrid Romero Duque Natalia Sánchez Echeverri COL Colômbia | Fernanda Faisal María Gabriela Goni Ximena Mendiberry ARG Argentina |

### Arco composto
Masculino
| Evento              | Ouro                                                                         | Prata                                                                 | Bronze                                                                         |
| 30 metros           | Roberval dos Santos BRA Brasil                                               | Guillermo Aguilar Contreras CHI Chile                                 | Omar Enríquez Mejía COL Colômbia                                               |
| 50 metros           | Cláudio Contrucci BRA Brasil                                                 | Roberval dos Santos BRA Brasil                                        | Gabriel Lee Oliferow VEN Venezuela                                             |
| 70 metros           | Nelson Eduardo Torres VEN Venezuela                                          | Pablo Gustavo Maio ARG Argentina                                      | Gary Alejandro Hernández VEN Venezuela                                         |
| 90 metros           | Nestor Federico Gaute ARG Argentina                                          | Roberval dos Santos BRA Brasil                                        | Marcelo Roriz Júnior BRA Brasil                                                |
| Todas as distâncias | Roberval dos Santos BRA Brasil                                               | Nelson Eduardo Torres VEN Venezuela                                   | Daniel Fernando Muñoz COL Colômbia                                             |
| Individual geral    | Nelson Eduardo Torres VEN Venezuela                                          | Cláudio Contrucci BRA Brasil                                          | Marcelo Roriz Júnior BRA Brasil                                                |
| Equipes             | Eduardo González Gary Alejandro Hernández Gabriel Lee Oliferow VEN Venezuela | Cláudio Contrucci Roberval dos Santos Marcelo Roriz Júnior BRA Brasil | Guillermo Aguilar Contreras Juan Pablo Luvecce José Santiago Livesey CHI Chile |

Feminino
| Evento              | Ouro                                                      | Prata                                                                               | Bronze                                                       |
| 30 metros           | Luzmary Guedez VEN Venezuela                              | Carolina Gadban COL Colômbia                                                        | Isabel Serna Salazar COL Colômbia Betty Flores VEN Venezuela |
| 50 metros           | Natalia Londoño Cárdenas COL Colômbia                     | Luzmary Guedez VEN Venezuela                                                        | Olga Lucia Bosh VEN Venezuela                                |
| 60 metros           | Olga Lucia Bosh VEN Venezuela                             | Betty Flores VEN Venezuela                                                          | Natalia Londoño Cárdenas COL Colômbia                        |
| 70 metros           | Luzmary Guedez VEN Venezuela                              | Olga Lucia Bosh VEN Venezuela                                                       | Natalia Londoño Cárdenas COL Colômbia                        |
| Todas as distâncias | Luzmary Guedez VEN Venezuela                              | Olga Lucia Bosh VEN Venezuela                                                       | Natalia Londoño Cárdenas COL Colômbia                        |
| Individual geral    | Nely Acquesta BRA Brasil                                  | Luzmary Guedez VEN Venezuela                                                        | Dirma Miranda dos Santos BRA Brasil                          |
| Equipes             | Olga Lucia Bosh Betty Flores Luzmary Guedez VEN Venezuela | Natalia Londoño Cárdenas Isabel Serna Salazar Alejandra Usquiano Gómez COL Colômbia | Nenhuma                                                      |

## Quadro de medalhas
| Ordem | País      | Medalha de ouro | Medalha de prata | Medalha de bronze | Total |
| ----- | --------- | --------------- | ---------------- | ----------------- | ----- |
| 1     | Venezuela | 11              | 7                | 7                 | 25    |
| 2     | Colômbia  | 8               | 12               | 9                 | 29    |
| 3     | Brasil    | 8               | 7                | 6                 | 21    |
| 4     | Argentina | 1               | 1                | 3                 | 5     |
| 5     | Chile     |                 | 1                | 3                 | 4     |
| TOTAL | TOTAL     | 28              | 28               | 28                | 84    |